# (5761) Andreivanov
(5761) Andreivanov est un astéroïde de la ceinture principale.

## Description
(5761) Andreivanov est un astéroïde de la ceinture principale. Il fut découvert le 2 mars 1981 à Siding Spring par Schelte J. Bus. Il présente une orbite caractérisée par un demi-grand axe de 2,74 UA, une excentricité de 0,35 et une inclinaison de 9,2° par rapport à l'écliptique.

## Compléments